# Louis Meyer (Politiker, 1802)
Louis Meyer (* 23. August 1802 in Burgdorf; † 8. Februar 1889 in Hannover) war ein deutscher Kaufmann und Politiker. 1848 setzte er sich im Königreich Hannover für die Pressefreiheit ein.

## Leben
Louis Meyer betrieb – gemeinsam mit seinem Bruder – das Tabak- und Zigarrengeschäft L. Meyer & Co.
1843 wurde Meyer zum Bezirksvorsteher und 1846 zum Bürgervorsteher gewählt. Im Folgejahr wurde er 1847 Wortführer des Bürgervorsteher-Kollegiums (wiedergewählt 1854 und 1860), für das er am 17. März 1848, dem Jahr der Märzrevolution – gemeinsam mit dem Stadtdirektor Evers – König Ernst August von Hannover eine Petition überreichte hinsichtlich der von den städtischen Kollegien gewünschten Pressefreiheit. Im selben Jahr wurde Meyer zum Senator auf Lebenszeit ernannt.
1849 bis 1854 war der Senator Mitglied der Zweiten Kammer der hannoverschen Ständeversammlung; als solcher stimmte er 1853 gegen den Eintritt des Königreichs Hannover in den preußisch dominierten Deutschen Zollverein.
Senator Louis Meyer war seit 1869 Aufsichtsratsvorsitzender der Hannoverschen Bank.